# Lijst van rijksmonumenten aan het Floraplein (Haarlem)
Het Floraplein in de stad Haarlem telt 29 inschrijvingen in het rijksmonumentenregister. Hieronder een compleet overzicht van de rijksmonumenten aan het Floraplein.
| Object                                                   | Oorspronkelijke functie? | Bouwjaar              | Architect | Locatie             | Coördinaten?                  | Nr.?   | Afbeelding                                               |
| -------------------------------------------------------- | ------------------------ | --------------------- | --------- | ------------------- | ----------------------------- | ------ | -------------------------------------------------------- |
| Huis met classicistische kenmerken                       | Woonhuis                 | tweede helft 19e eeuw |           | Floraplein 1        | 52° 22' 17" NB, 4° 37' 32" OL | 19048  | Huis met classicistische kenmerken                       |
| Huis met classicistische kenmerken                       | Woonhuis                 | tweede helft 19e eeuw |           | Floraplein 3        | 52° 22' 17" NB, 4° 37' 33" OL | 19049  | Huis met classicistische kenmerken                       |
| Huis met classicistische kenmerken                       | Woonhuis                 | tweede helft 19e eeuw |           | Floraplein 5        | 52° 22' 18" NB, 4° 37' 33" OL | 19050  | Huis met classicistische kenmerken                       |
| Huis met classicistische kenmerken                       | Woonhuis                 | tweede helft 19e eeuw |           | Floraplein 7        | 52° 22' 18" NB, 4° 37' 34" OL | 19051  | Huis met classicistische kenmerken                       |
| Huis met classicistische kenmerken                       | Woonhuis                 | tweede helft 19e eeuw |           | Floraplein 9        | 52° 22' 17" NB, 4° 37' 35" OL | 19052  | Huis met classicistische kenmerken                       |
| Huis met classicistische kenmerken                       | Woonhuis                 | tweede helft 19e eeuw |           | Floraplein 11       | 52° 22' 17" NB, 4° 37' 36" OL | 19053  | Huis met classicistische kenmerken                       |
| Huis met classicistische kenmerken                       | Woonhuis                 | tweede helft 19e eeuw |           | Floraplein 13       | 52° 22' 18" NB, 4° 37' 36" OL | 19054  | Huis met classicistische kenmerken                       |
| Huis met classicistische kenmerken                       | Woonhuis                 | tweede helft 19e eeuw |           | Floraplein 15       | 52° 22' 18" NB, 4° 37' 38" OL | 19055  | Huis met classicistische kenmerken                       |
| Huis met classicistische kenmerken                       | Woonhuis                 | tweede helft 19e eeuw |           | Floraplein 17       | 52° 22' 17" NB, 4° 37' 37" OL | 19056  | Huis met classicistische kenmerken                       |
| Huis met classicistische kenmerken                       | Woonhuis                 | tweede helft 19e eeuw |           | Floraplein 19       | 52° 22' 17" NB, 4° 37' 38" OL | 19057  | Huis met classicistische kenmerken                       |
| Huis met classicistische kenmerken                       | Woonhuis                 | tweede helft 19e eeuw |           | Floraplein 21       | 52° 22' 17" NB, 4° 37' 39" OL | 19058  | Huis met classicistische kenmerken                       |
| Huis met classicistische kenmerken                       | Woonhuis                 | tweede helft 19e eeuw |           | Floraplein 23       | 52° 22' 17" NB, 4° 37' 40" OL | 19059  | Huis met classicistische kenmerken                       |
| Huis met classicistische kenmerken                       | Opslag                   | tweede helft 19e eeuw |           | Floraplein 25       | 52° 22' 17" NB, 4° 37' 40" OL | 19060  | Huis met classicistische kenmerken                       |
| Huis met classicistische kenmerken                       | Woonhuis                 | tweede helft 19e eeuw |           | Floraplein 27       | 52° 22' 16" NB, 4° 37' 40" OL | 19061  | Huis met classicistische kenmerken                       |
| Huis met classicistische kenmerken                       | Woonhuis                 | tweede helft 19e eeuw |           | Floraplein 2        | 52° 22' 17" NB, 4° 37' 33" OL | 19062  | Huis met classicistische kenmerken                       |
| Huis met classicistische kenmerken                       | Woonhuis                 | tweede helft 19e eeuw |           | Floraplein 4        | 52° 22' 18" NB, 4° 37' 33" OL | 19063  | Huis met classicistische kenmerken                       |
| Huis met classicistische kenmerken                       | Woonhuis                 | tweede helft 19e eeuw |           | Floraplein 6        | 52° 22' 18" NB, 4° 37' 34" OL | 19064  | Huis met classicistische kenmerken                       |
| Huis met classicistische kenmerken                       | Woonhuis                 | tweede helft 19e eeuw |           | Floraplein 8        | 52° 22' 18" NB, 4° 37' 34" OL | 19065  | Huis met classicistische kenmerken                       |
| Huis met classicistische kenmerken                       | Woonhuis                 | tweede helft 19e eeuw |           | Floraplein 10       | 52° 22' 17" NB, 4° 37' 35" OL | 19066  | Huis met classicistische kenmerken                       |
| Huis met classicistische kenmerken                       | Woonhuis                 | tweede helft 19e eeuw |           | Floraplein 12       | 52° 22' 17" NB, 4° 37' 36" OL | 19067  | Huis met classicistische kenmerken                       |
| Huis met classicistische kenmerken                       | Woonhuis                 | tweede helft 19e eeuw |           | Floraplein 14       | 52° 22' 18" NB, 4° 37' 36" OL | 19068  | Huis met classicistische kenmerken                       |
| Huis met classicistische kenmerken                       | Woonhuis                 | tweede helft 19e eeuw |           | Floraplein 16       | 52° 22' 18" NB, 4° 37' 38" OL | 19069  | Huis met classicistische kenmerken                       |
| Huis met classicistische kenmerken                       | Woonhuis                 | tweede helft 19e eeuw |           | Floraplein 18       | 52° 22' 17" NB, 4° 37' 37" OL | 19070  | Huis met classicistische kenmerken                       |
| Huis met classicistische kenmerken                       | Woonhuis                 | tweede helft 19e eeuw |           | Floraplein 20       | 52° 22' 17" NB, 4° 37' 39" OL | 19071  | Huis met classicistische kenmerken                       |
| Huis met classicistische kenmerken                       | Woonhuis                 | tweede helft 19e eeuw |           | Floraplein 22       | 52° 22' 17" NB, 4° 37' 39" OL | 19072  | Huis met classicistische kenmerken                       |
| Huis met classicistische kenmerken                       | Woonhuis                 | tweede helft 19e eeuw |           | Floraplein 24       | 52° 22' 17" NB, 4° 37' 40" OL | 19073  | Huis met classicistische kenmerken                       |
| Huis met classicistische kenmerken                       | Opslag                   | tweede helft 19e eeuw |           | Floraplein 26       | 52° 22' 16" NB, 4° 37' 40" OL | 19074  | Huis met classicistische kenmerken                       |
| Huis met classicistische kenmerken                       | Woonhuis                 | tweede helft 19e eeuw |           | Floraplein 28       | 52° 22' 16" NB, 4° 37' 40" OL | 19075  | Huis met classicistische kenmerken                       |
| Stalhouderij in Eclectische stijl met twee bovenwoningen | Opslag                   | 1882                  |           | Floraplein 25 A-25B | 52° 22' 16" NB, 4° 37' 41" OL | 513369 | Stalhouderij in Eclectische stijl met twee bovenwoningen |

Centrum:
Bakenessergracht ·
Frankestraat ·
Gedempte Oude Gracht ·
Gierstraat ·
Groot Heiligland ·
Grote Houtstraat ·
Grote Markt ·
Jansstraat ·
Kenaupark ·
Klein Heiligland ·
Kleine Houtstraat ·
Kleine Houtweg ·
Koningstraat ·
Nieuwe Gracht ·
Parklaan ·
Spaarnwouderbuurt ·
Wilhelminastraat ·
Zijlstraat

Zuid-West:
Florapark ·
Floraplein ·
Wagenweg 

Haarlem-Oost

Schalkwijk

Noord:
Begraafplaats Kleverlaan ·
Spaarndam 